# .sy
.sy (Inglês: Syria) é o código TLD (ccTLD) na Internet para a Síria.